# Nya Zeelands nationella parti
Nya Zeelands nationella parti (Māori: Rōpū Nāhinara) är ett liberalkonservativt politiskt parti i Nya Zeeland.
Partiet bildades i maj 1936 som resultat av en sammanslutning mellan United Party och Reformpartiet. Partierna hade regerat tillsammans 1931-1935 och gick 1935 till val under den gemensamma beteckningen Nationella Politiska Federationen. Den tidigare premiärministern George Forbes valdes till kortlivad ledare för det nya partiet.
I parlamentsvalet i november 2008 blev det nationella partiet parlamentets största parti och hamnade i regeringsställning för första gången sedan 1999. De bildade en regering med stöd av ACT, Maoripartiet och United Future och John Key utsågs till premiärminister. Valet 2011 fick de 47,31 procent av rösterna, vilket är partiets bästa resultat på mer än tjugo år. Key har sagt att han vill ändra det mer proportionerliga valsystem, Mixed Member Proportional Representation (MMP), som infördes innan valet 1996. Det resulterade i att de större partierna ofta tvingas förlita sig till småpartier för att bilda regering, istället för att enkelt få en stor egen majoritet.

## Partiledare
| Partiledare       | Period      | Oppositionsledare | Premiärminister  |
| ----------------- | ----------- | ----------------- | ---------------- |
| George Forbes     | 1936        | 1936              |                  |
| Adam Hamilton     | 1936 – 1940 | 1936 – 1940       |                  |
| Sidney Holland    | 1940 – 1957 | 1940 – 1949       | 1949 – 1957      |
| Keith Holyoake    | 1957 – 1972 | 1957 – 1960       | 1957 1960 – 1972 |
| Jack Marshall     | 1972 – 1974 | 1972 – 1974       | 1972             |
| Robert Muldoon    | 1974 – 1984 | 1974 – 1975 1984  | 1975 – 1984      |
| Jim McLay         | 1984 – 1986 | 1984 – 1986       |                  |
| Jim Bolger        | 1986 – 1997 | 1986 – 1990       | 1990 – 1997      |
| Jenny Shipley     | 1997 – 2001 | 1999 – 2001       | 1997 – 1999      |
| Bill English      | 2001 – 2003 | 2001 – 2003       |                  |
| Don Brash         | 2003 – 2006 | 2003 – 2006       |                  |
| John Key          | 2006 – 2016 | 2006 – 2008       | 2008 – 2016      |
| Bill English      | 2016 – 2018 | 2017 – 2018       | 2016 – 2017      |
| Simon Bridges     | 2018 – 2020 | 2018 – 2020       |                  |
| Todd Muller       | 2020        | 2020              |                  |
| Judith Collins    | 2020 – 2021 | 2020 – 2021       |                  |
| Christopher Luxon | 2021 –      | 2021 – 2023       | 2023 –           |

### Fotnoter
1. 1 2  ”NZ National Party Website meta-description”. New Zealand National Party Website. New Zealand. http://www.national.org.nz. Läst 5 augusti 2013.  ”The National Party is New Zealand's largest Centre-Right political Party, led by John Key. National primarily targets conservative and classic liberal voters.”
2. ↑  ”Maktskifte i Nya Zeeland”. http://www.svd.se/nyheter/utrikes/artikel_2012231.svd. Läst 25 september 2013.
3. 1 2  ”Landfakta Nya Zeeland 2012 (PDF)”. Arkiverad från originalet den 7 september 2012. https://web.archive.org/web/20120907025352/http://www.swedenabroad.com/ImageVaultFiles/id_750/cf_52/Landfakta_Nya_Zeeland_2012.PDF. Läst 25 september 2013.
4. ↑  ”Final Results for the 2011 New Zealand General Election and Referendum (PDF)”. http://www.parliament.nz/resource/0000242864. Läst 25 september 2013.